# Mount New Zealand
Mount New Zealand är ett berg i Antarktis. Det ligger i Östantarktis. Nya Zeeland gör anspråk på området. Toppen på Mount New Zealand är 2 890 meter över havet, eller 373 meter över den omgivande terrängen. Bredden vid basen är 2,2 km. Mount New Zealand ingår i Eisenhower Range.
Terrängen runt Mount Mount New Zealand är bergig åt sydost, men åt nordväst är den kuperad. Trakten är obefolkad. Det finns inga samhällen i närheten.